# Harardhere
Harardhere és una ciutat de la costa oriental Somàlia, situada al centre, uns 100 km al sud d'Hobyo.

## Història moderna
A l'octubre del 1897, durant un període temporal en què el sultanat d'Hobyo va estar sota govern directe d'Itàlia, el reial comissionat extraordinari, Giorgio Sorrentino, va descobrir que el soldà Yusuf Ali pretenia dominar Harardhere, un territori teòricament sense sobirania habitat pel clan waesle; justament poc abans els waesle havien signat un tractat amb Itàlia reconeixent el protectorat. Sorrentino va haver de decidir si feia valdre el tractat i s'enemistava amb el sulta d'Hobyo, o pel contrari deixava fer a aquest i sacrificava als waesle. Finalment va optar per la segona possibilitat. Així Harardhere va passar al soldanat d'Hobyo fins que el 1925 aquest fou annexionat a Itàlia i va formar el comissariat de Mudug.
Harardhere fou part després del 1960 de la província de Mudug. Va ser constituïda com un districte de la regió de Mudug el 1982 pel règim de Siad Barre. Després del 1991 la comarca d'Harardhere va quedar en mans dels clans locals. Vers 2005 el cap del clan local era Garaad Mohamuud Mohamed i el 2005 va començar a demanar taxes als vaixells internacionals per transitar per les seves aigües territorials, cosa que fou interpretada com a pirateria. Mohamed va refusar contactes polítics i es va negar a reconèixer els seus actes com a pirateria o segrestos, al·legant que els seus homes patrullaven les costes en bots, que actuaven com a guarda costes, per cobrir aquesta tasca que el govern no omplia i defensar les costes i els recursos contra invasors estrangers.
Diversos vaixells van ser interceptats i el 2005 van tenir repercussió el Semlow (amb bandera de les Grenadines) i el Ibn Batuta (somali) que foren portats al port d'Harardhere, mentre d'altres només eren atacats a la rodalia com el San Carlos. El clan actuava al sud fins a El Maan i al nord fins a Eyl. També foren atacats vaixells de la Nacions Unides amb ajut humanitari (acusats de pescar il·legalment). Com que l'anomenada "Somali Coast Guard" no tenia reconeixement legal, ni estructura o pressupost foren considerats atacs pirates. Els atacs es van incrementar el 2006.
El 14 d'agost del 2006 es va proclamar l'estat de Galmudug i els clans locals d'Harardhere van dubtar entre donar suport a la Unió de Corts Islàmiques de Somàlia o al nou estat (que nominalment va considerar la ciutat i la seva comarca dins els seus límits); el 16 d'agost la Unió de Corts Islàmiques va entrar a Harardhere i va expulsar al clan dedicat a la pirateria; altres clans es van fer càrrec del poder i es van decantar per ingressar a Galmudug però les corts la van ocupar el novembre; els darrers dies del 2007 fou controlada per les forces etíops i del govern federal de transició amb suport de Puntland i del senyor local del Sacad, Abdi Qeybdiid, i reconeguda com a part de Galmudug. El 26 de gener de 2008 tornava a estar en mans del clan dels pirates segons va assenyalar l'administrador del govern a la ciutat Abdisalna Khalif, que va assegurar que la població local no els donava suport i que el govern enviaria tropes per restaurar el control.
El diumenge 20 d'abril del 2008 fou segrestat prop d'Harardhere el vaixell tonyinaire basc "Playa de Bakio" quan pescava a 250 milles de la costa, en aigües internacionals, i fou conduït a Gaan, entre Hobyo i Haradhere; portava 26 tripulants (13 africans, 5 bascos i 8 gallecs). El govern espanyol va enviar la fragata F104 Méndez Núñez amb un grup d'operacions especials. Després d'uns dies es va aconseguir el seu alliberament i probablement el govern espanyol va pagar unes taxes o rescat de tres quarts de milió de dòlars; els segrestadors pertanyien a un clan de Bareda, més al nord, aliat al clan de Harardhere.
El 8 de maig del 2008 fou ocupada pels islamistes, que van anunciar que prohibirien l'actuació de les milícies dedicades a la pirateria.

## Personatges famosos
El primer membre del parlament que fou elegit a Somàlia fou Mohamed Said Iyow, del clan sarur d'Harardhere, que va ser un dels dirigents polítics que van aconseguir la independència del país (era membre de la Lliga de la Joventut Somali); un altre polític destacat fou Abdirashid Ali Sharmarke, primer ministre (1960-1964) i president (1967-1969); i també fou rellevant el general Mohamed Abshir Muuse, cap de la policia somali.